# 提姆加德
提姆加德（英語：Timgad，阿拉伯语：‎），由羅馬皇帝圖拉真於公元100年建立的古羅馬城市，於1982年被列為世界遗产，其遺址位於現今阿尔及利亚第五大城市巴特纳東面約35（22英里）的奧雷斯山脈之中。它代表了罗马城市规划中使用网格规划的现存最佳范例之一。

## 画廊

提姆加德废墟，1928年2月24日
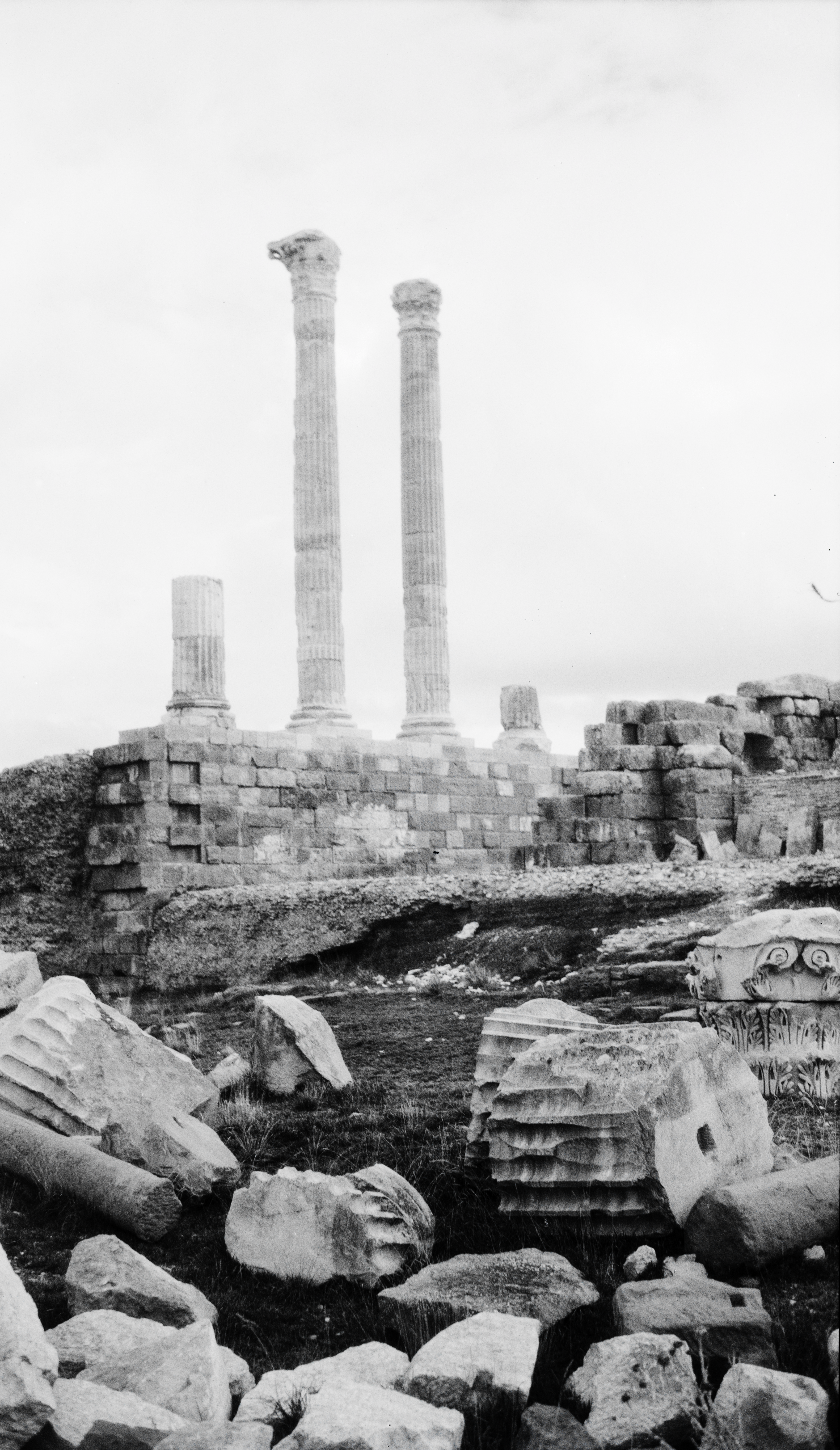
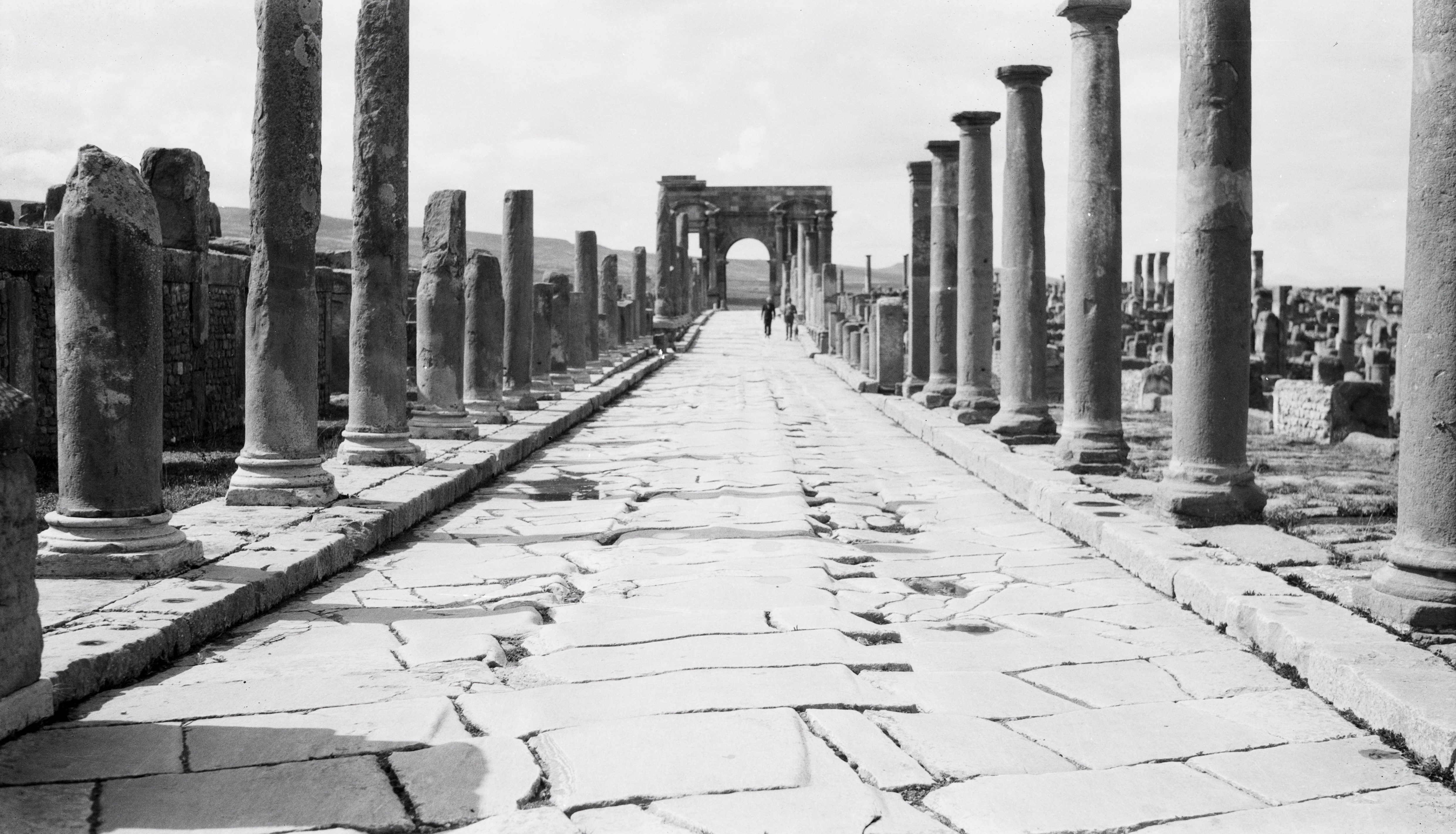
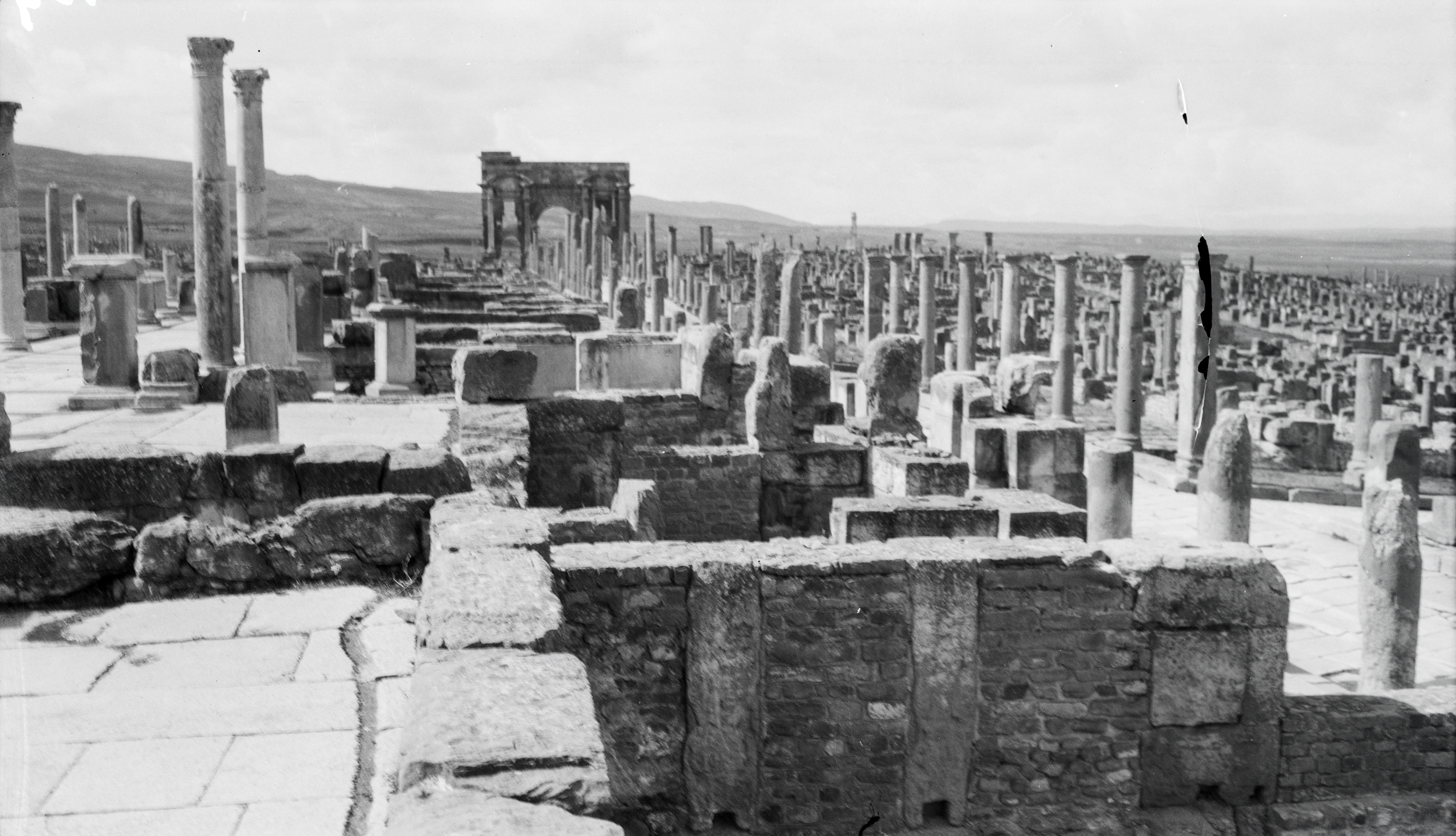
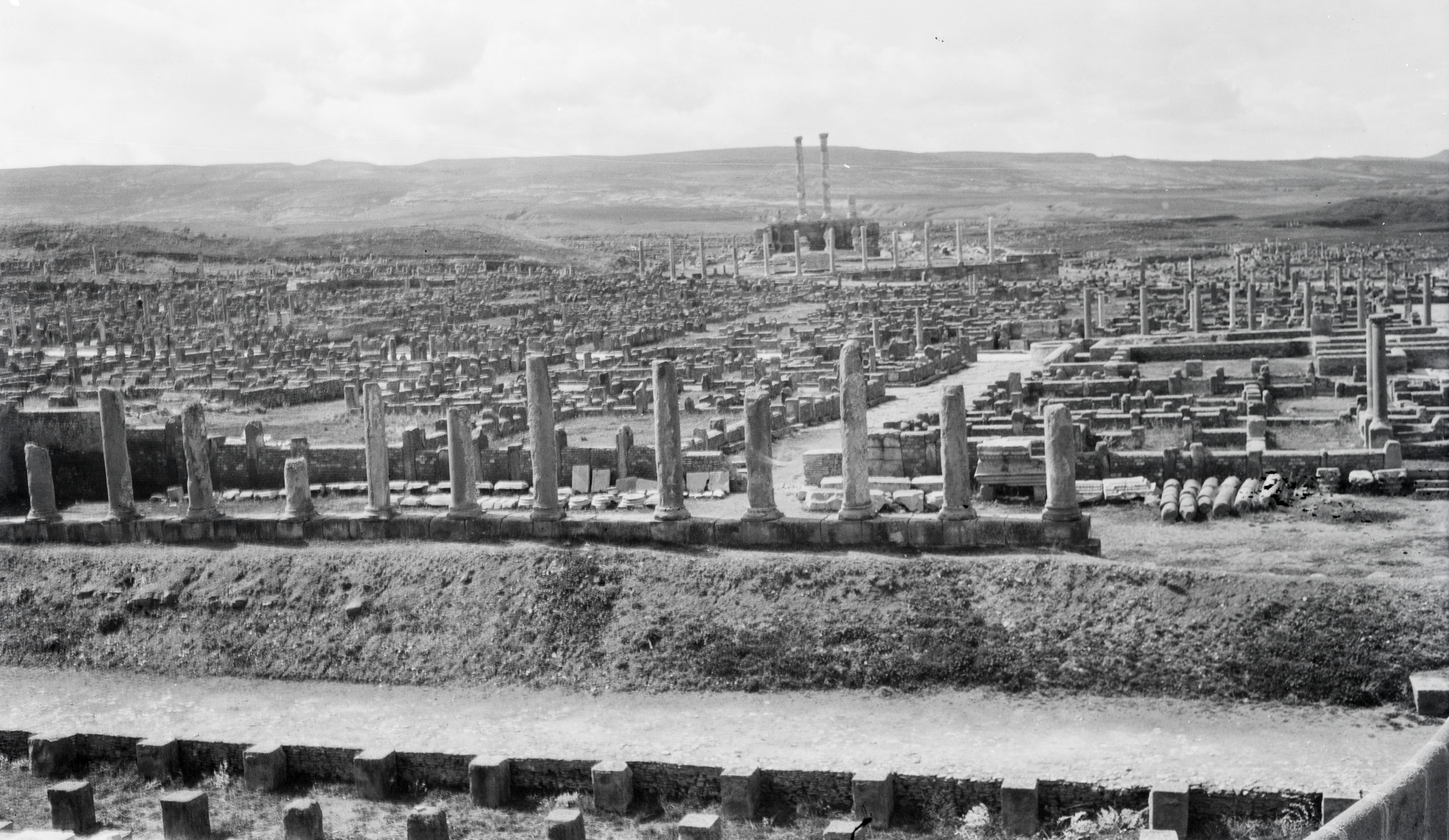
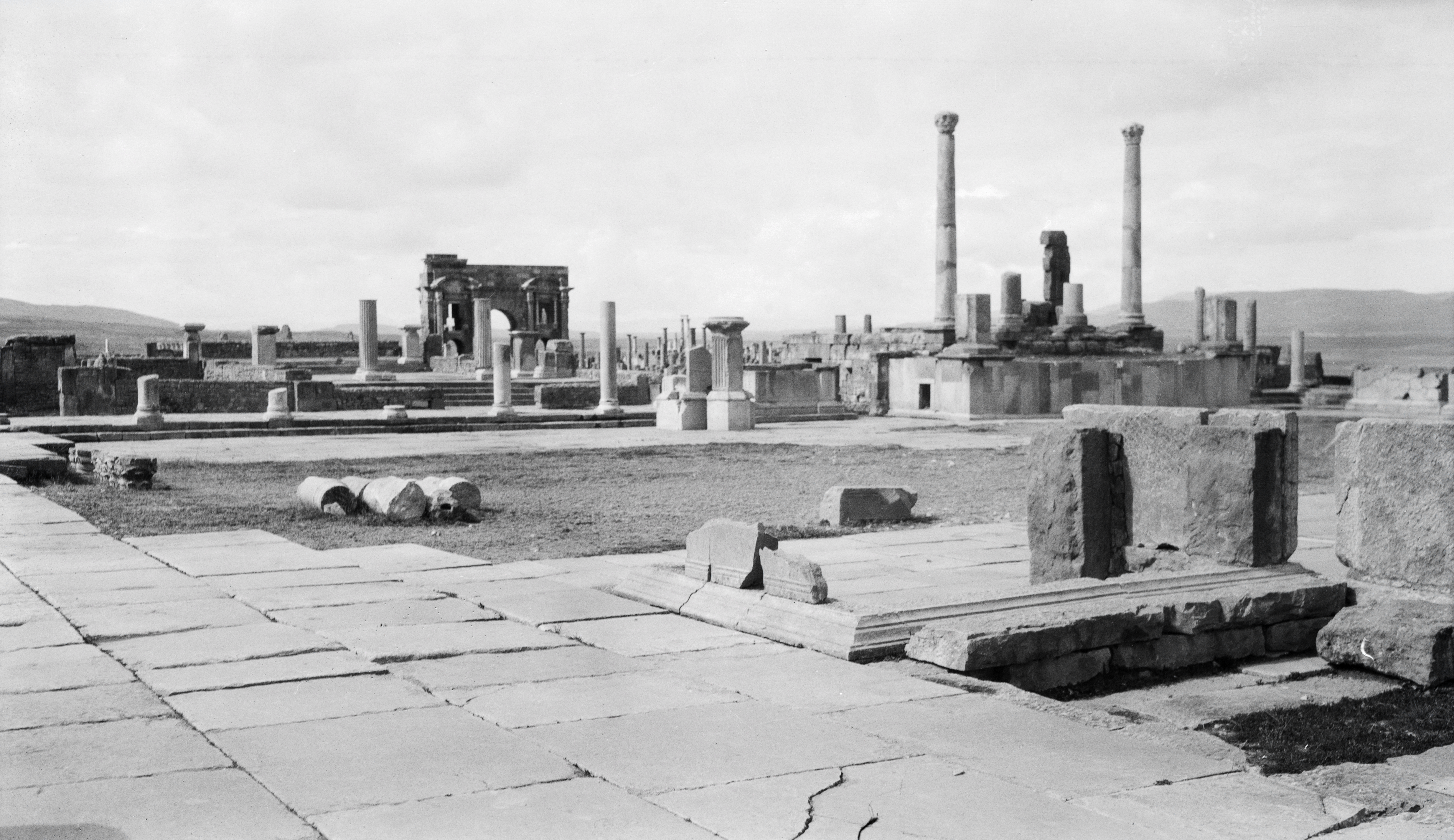
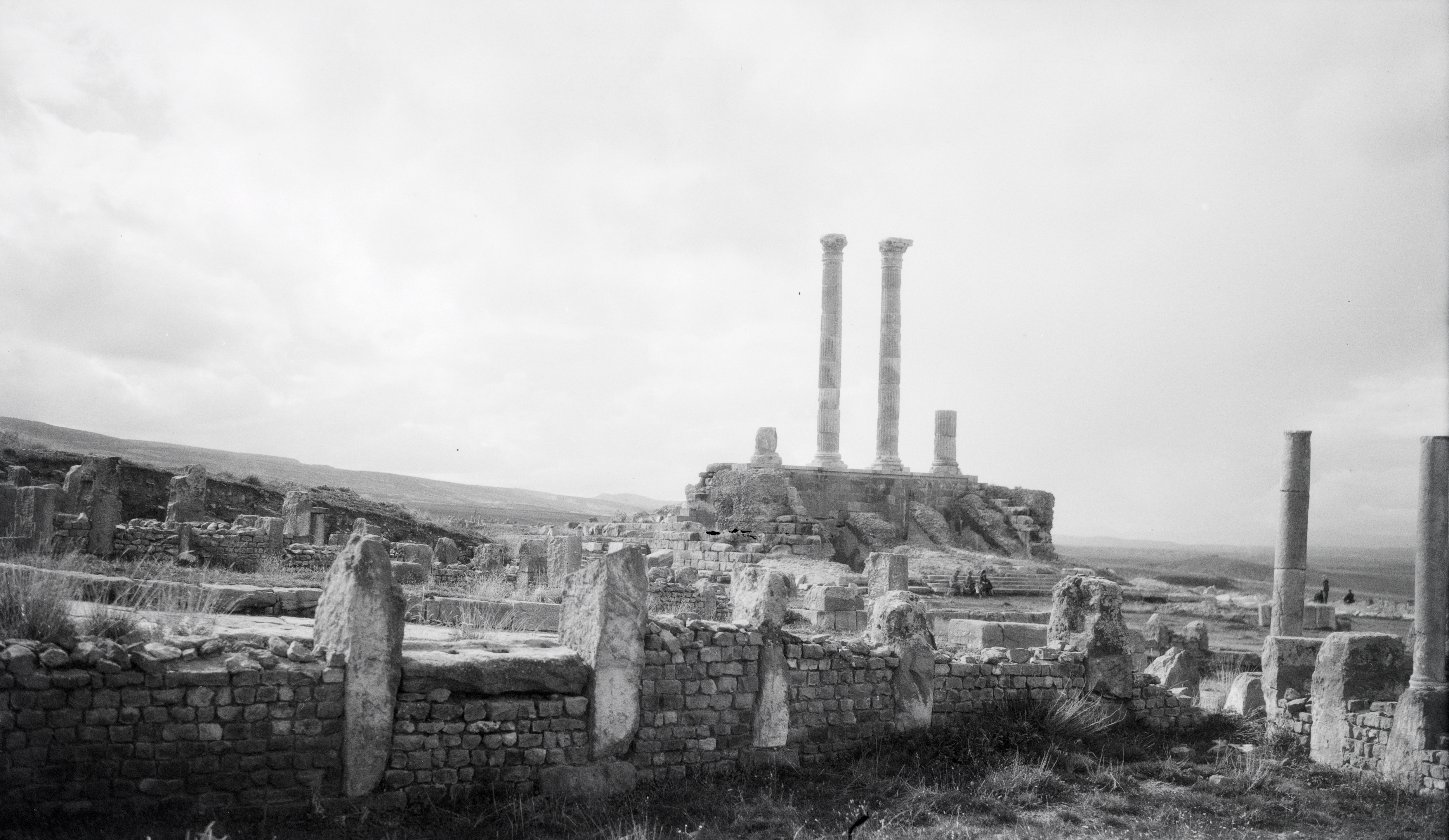
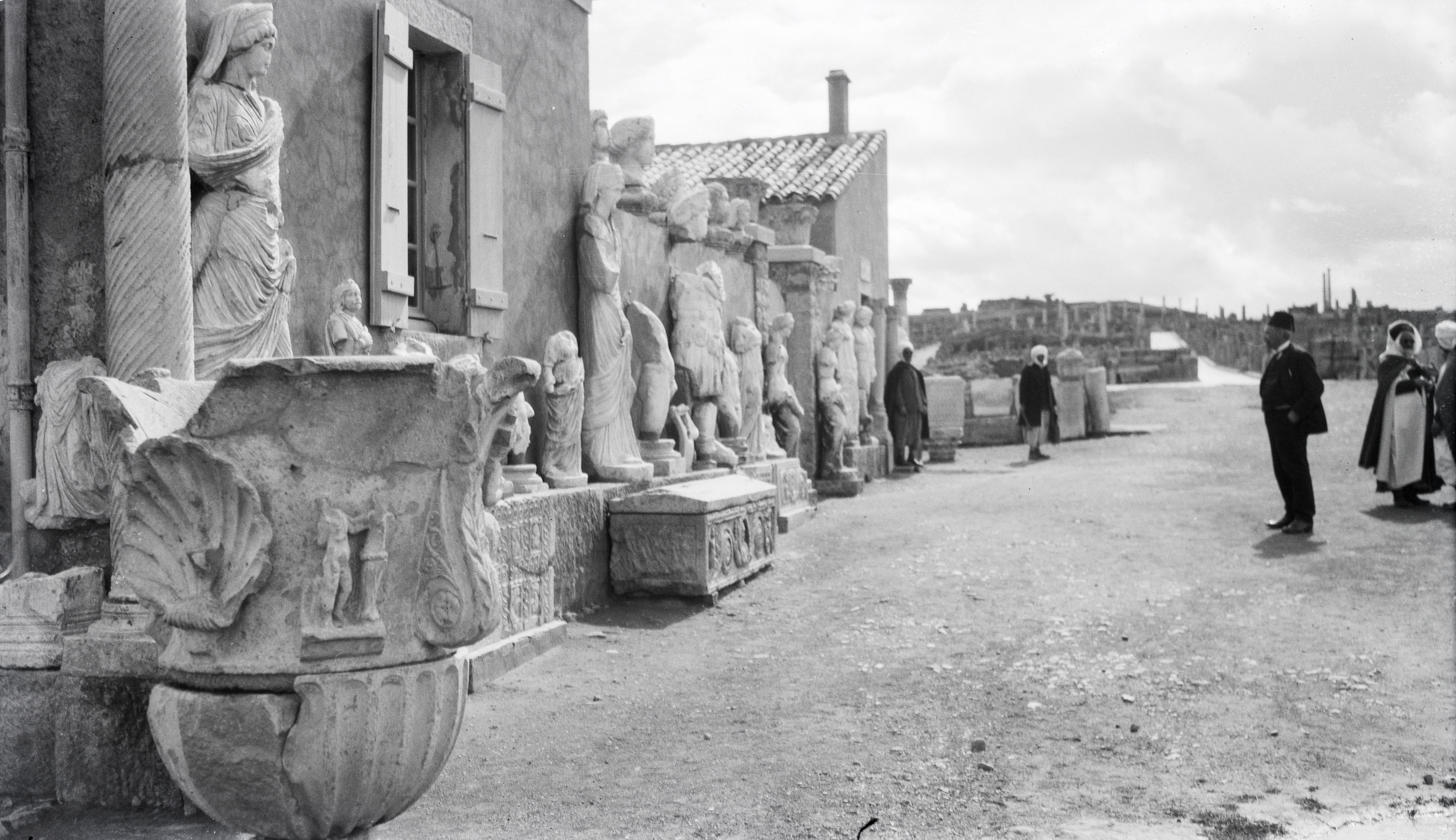
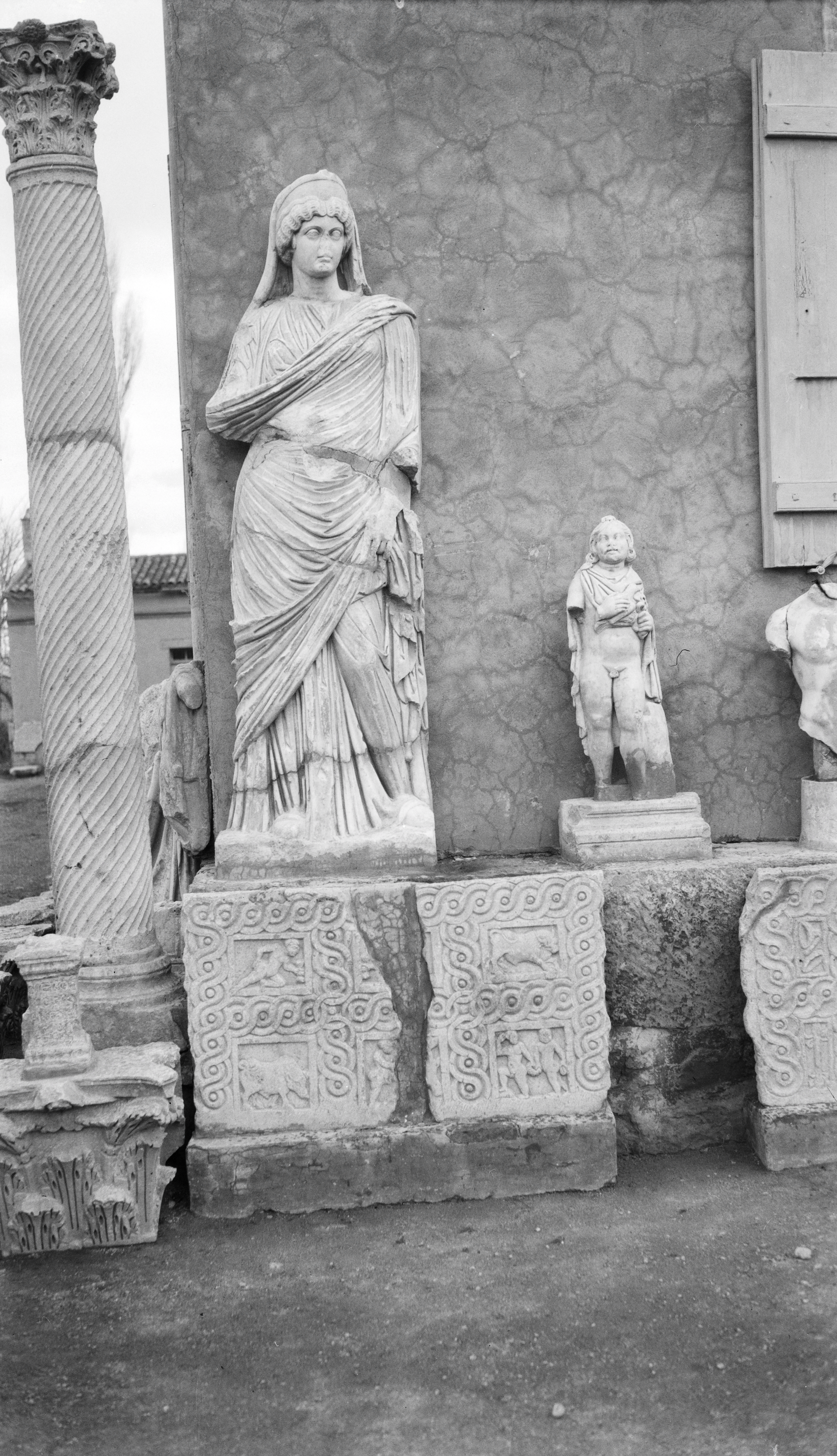
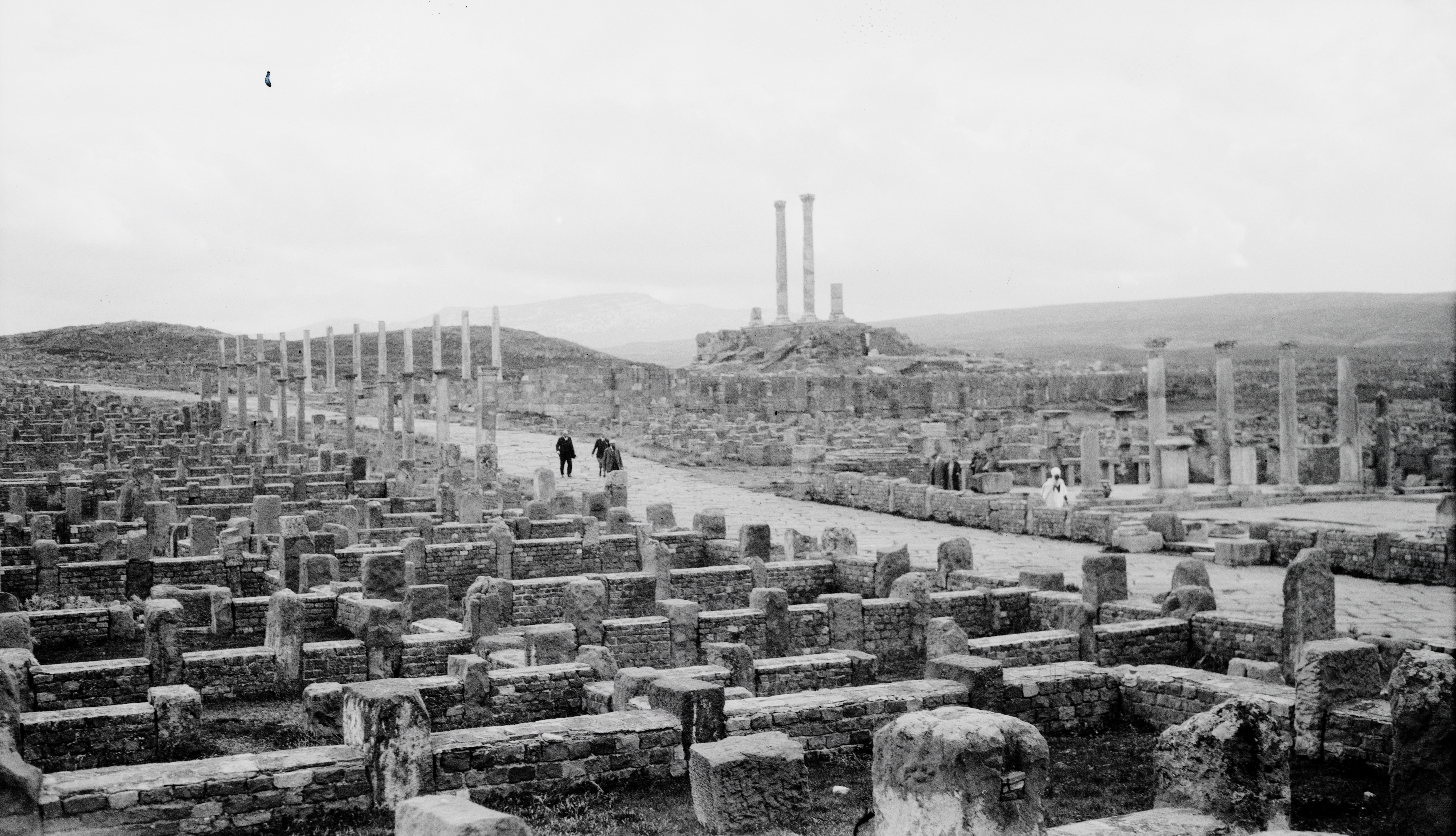

## 外部連結
- UNESCO site on Timgad （页面存档备份，存于）
- Great Buildings entry on Timgad （页面存档备份，存于）
- Photos of Timgad （页面存档备份，存于）
- Information on Roman Africa （页面存档备份，存于）
- Map Location of Timgad （页面存档备份，存于）